# Reazione di Appel
La reazione di Appel è una reazione usata in sintesi organica per convertire alcoli nei corrispondenti alogenuri alchilici usando trifenilfosfina e tetraalogenuri di carbonio (CX4) eccetto CF4, che non dà rese apprezzabili. Per avere i cloruri alchilici si usa CCl4; per i bromuri o ioduri alchilici si usa CBr4 o Br2, oppure CI4 o I2, rispettivamente. Per quanto riguarda gli alcoli, sono da preferire i primari o i secondari. La reazione prende il nome da Rolf Appel (1921-2012), autore di numerose ricerche in questo campo, anche se la reazione era già nota in precedenza.

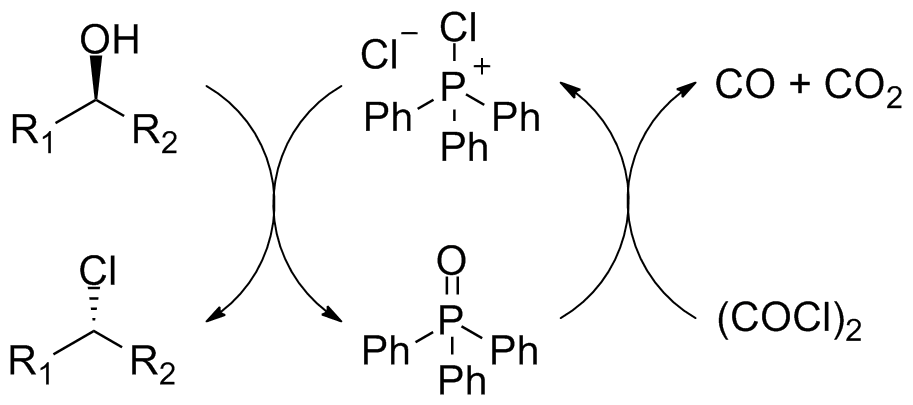
Uno degli schemi catalitici proposti per la reazione di Appel.

Svantaggi della reazione sono l'uso di agenti alogenanti tossici e la necessità di separare il prodotto organico dai sottoprodotti organofosforici concomitanti. Inoltre la quantità di trifenilfosfina da impiegare nella reazione è tipicamente stechiometrica (non catalitica) e la reazione è caratterizzata da scarsa economia atomica. Tuttavia, con modifiche, il reagente fosfinico può essere impiegato in quantità catalitica, ed è stata descritta anche una modifica che rende più sostenibile la reazione eliminando i solventi clorurati. Difatti, l'uso di questa reazione sta diventando meno comune, a causa delle restrizioni sul tetracloruro di carbonio previste dal protocollo di Montreal.

## Meccanismo
Il meccanismo della reazione di Appel viene qui descritto con un esempio in cui, per un generico alcol secondario R1R2CH−OH, si usa il tetracloruro di carbonio CCl4 con la trifenilfosfina Ph3P.
La trifenilfosfina (1), interagendo con CCl4 (2), forma il catione clorotrifenilfosfonio (3) e l'anione triclorometiluro [CCl3]− (4); questi due ioni formano una coppia ionica piuttosto stretta e si ritiene che per questo non si verifichi un'alfa-eliminazione di Cl− a dare il diclorocarbene CCl2, ma che [CCl3]−, essendo la base coniugata del cloroformio (pKa (CHCl3) = 15,5), deprotoni l'alcol dando l'alcossido (5). Questo, che è nucleofilo, attacca l'atomo di fosforo in (3) causando l'espulsione di uno ione cloruro (6) e la formazione dello ione alcossitrifenilfosfonio, l'intermedio (7). Lo ione cloruro, anch'esso nucleofilo,  può a questo punto attaccare il carbonio alcolico di (7); l'allontanamento dell'ossigeno da questo intermedio, con formazione del cloruro alchilico (8), è fortemente favorito dalla formazione del forte doppio legame presente nel fosforile (≡P=O) presente nell'ossido di trifenilfosfina che si forma. Per questo la sua formazione in questo ultimo stadio, unita all'ossidazione termodinamicamente favorita del fosforo da PIII in Ph3P a PV in Ph3P=O costituisce un fattore trainante per tutta la reazione. Da un punto di vista stereochimico, questa ultima reazione è una sostituzione nucleofila SN2 e pertanto comporta inversione dell'atomo di carbonio nel cloruro alchilico prodotto.
La reazione di Appel è simile alla reazione di Mitsunobu, che converte alcoli in esteri sfruttando un nucleofilo, un composto organofosforico come accettore di ossido, e un azocomposto come accettore di idrogeno.
Un uso illustrativo della reazione di Appel è la clorurazione del geraniolo a cloruro di geranile.

## Modifiche
La reazione di Appel è efficace anche sugli acidi carbossilici; è stata utilizzata per convertirli in ossazoline, ossazine e tiazoline.